# Meusebach
Meusebach est une commune allemande de l'arrondissement de Saale-Holzland, Land de Thuringe.

## Géographie
Meusebach se situe dans une vallée.
| Geisenhain              |           | Waltersdorf |
|                         | Meusebach | Rattelsdorf |
| Trockenborn-Wolfersdorf | Stanau    | Bremsnitz   |

## Histoire
Meusebach est mentionné pour la première fois en 1271.

## Source de la traduction
- (de) Cet article est partiellement ou en totalité issu de l’article de Wikipédia en allemand intitulé « Meusebach » (voir la liste des auteurs).